# Canyadó
Canyadó és un barri de Badalona (Barcelonès) que forma part del Districte I juntament amb Casagemes, Centre, Coll i Pujol, Dalt la Vila, Manresà i Progrés. Limita amb els barris de Casagemes, Manresà i Les Guixeres.
Tot i que es tracta d'un barri força petit, de fet és el barri més petit del districte primer amb una superfície de 0,185 quilòmetres quadrats, l'àrea concentra habitatges, alguns equipaments i indústria. És el segon barri del districte en densitat de població.
Segons el padró de l'any 2012, el barri de Canyadó té 2.786 habitants, dels quals el 49,5% són homes (1.379) i el 50,5% són dones (1.407). La població del barri representa només l'1,3% d'habitants de tota la ciutat. La major part d'aquesta població viu als habitatges de Sant Jordi, que daten de l'any 1968, quan el Patronato de Renta Limitada de Badalona va construir 447 pisos en quinze blocs homogenis, amb una alçada d'entre els 10 i 14 pisos. Ja l'any 1973 allotjaven gairebé 1.500 persones.

## Llocs d'interès
Entre els edificis més singulars del barri es troben l'edifici Ulisses, que fou la seu de l'Editorial Destino, però que avui resta a l'espera que una nova empresa li doni utilitat, i l'edifici vestuaris Piher, obra de l'estudi d'arquitectura d'Oriol Bohigas, que vol representar les targetes perforades dels primers temps de la informàtica i que avui dia és de propietat municipal.
L'edifici més emblemàtic del barri és la Masia de Can Canyadó, protegida com a bé cultural d'interès nacional. Aquesta casa no va ser mai habitada pels seus propietaris, sinó tan sols pels masovers. La torre de defensa data del segle xvii. Ben a prop, hi és la seu de l'empresa fabricant de màquines de gènere de punt Jumberca S.A. fundada per Josep Humbert acabada la Guerra Civil. L'empresa arribà a ser l'empresa exportadora líder en el sector de la maquinària tèxtil a Espanya, durant els anys 80. Dins l'àmbit educatiu trobem una llar d'infants privada, la Valonsadero, i una escola pública on s'imparteix el segon cicle d'educació infantil i educació primària, l'escola Lola Anglada.